# تون دوک تانگ
تون دوک تانگ (انگلیسی: Tôn Đức Thắng؛ زادهٔ ۲۰ اوت ۱۸۸۸ – درگذشته ۳۰ مارس ۱۹۸۰) یک سیاست‌مدار اهل ویتنام بود. او دومین و آخرین رئیس‌جمهور ویتنام شمالی و اولین رئیس‌جمهور ویتنام بود. تون دوک تانگ در هنگام مرگ در سن ۹۱ سالگی پیرترین رئیس دولت جهان بود.